# 三联间苯三酚
三联间苯三酚是一种有机化合物，化学式C18H14O9，属于一种多酚，带有间三联苯结构，存在于一些褐藻中。它可从褐藻中用85%甲醇提取，蒸去甲醇后并根据混合物中不同组分在各种溶剂中溶解度的不同借以分离。